# Salvador Ojeda
Salvador Ojeda (Ciudad de México, 27 de enero de 1931 - Coyoacán, Ciudad de México, 9 de febrero de 2011) también conocido con el nombre artístico de "El Negro" fue un músico, investigador y compositor mexicano. Compositor de canciones basadas en la música popular de México, integró el grupo Los Folkloristas, agrupación relevante en el boom de la música de América Latina en México.

## Biografía
Nació en la Ciudad de México, pero su afición por la música de Veracruz le llevó a asumirse "hijo adoptivo" de ese estado mexicano. En 1946 fundó un grupo que interpretaba música cubana de géneros como la rumba. Siguió su carrera musical basada en la composición e interpretación de géneros de la música popular mexicana. Interpretó corridos, sones, boleros y otros géneros, tocando la guitarra, la jarana, el contrabajo, las percusiones y el piano. Compositores e intérpretes de distintos géneros le reconocieron como mentor e influencia.
En 1962 fundó el café Chez Negro en la Colonia Del Valle, un foro dedicado a la presentación de talentos emergentes y música alternativa a la comercial. En ese sitio llegó a presentarse artistas famosos como Pablo Milanés, Lola Beltrán y Chamín Correa. En dicho sitio fue donde conoció a los músicos René Villanueva, Héctor Sánchez Campero, Gerardo Tamez y José Ávila con quienes fundaría la agrupación Los Folkloristas en la cual permaneció por dos años. Impulsó junto a la radiodifusora Radio Educación la realización del Encuentro de Jaraneros y Decimistas.
El 30 de octubre de 2011 recibió un homenaje póstumo en el Teatro de la Ciudad Esperanza Iris.

## Discografía
- Antología: 50 años (1986)
- Antología 2: Las raíces (1999)
- El necio (1997)
- Bellas Artes, al fin (2004)
- Monólogo (2011)